# Weinarchitektur

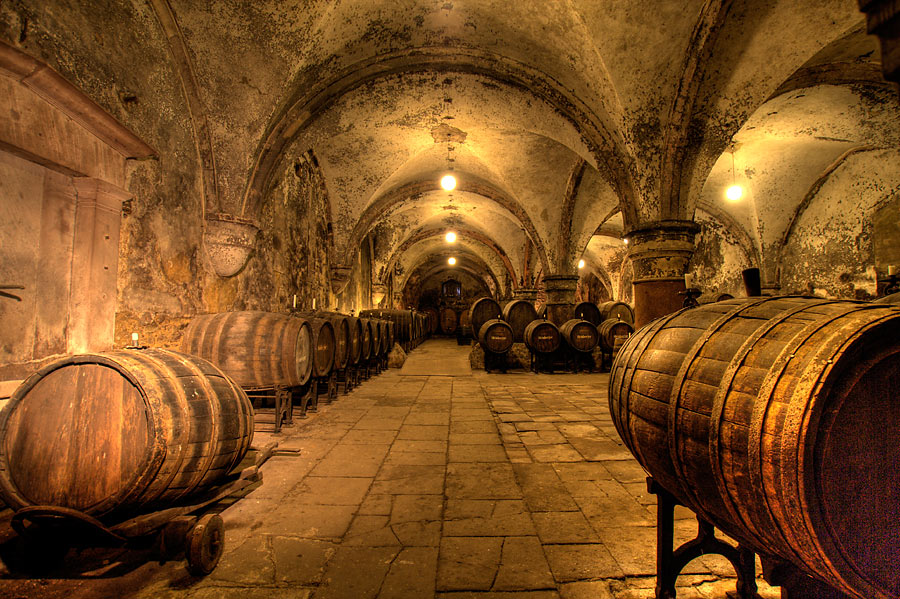
Kloster Eberbach, Cabinetkeller

Weinarchitektur bezeichnet die Gestaltung von ober- und unterirdischen Bauwerken, die der Produktion (z. B. Kellereien) und Präsentation von Weinen (z. B. Vinotheken) dienen. Neben dem funktionalen Aspekt gibt es auch einen ästhetisch-gestalterischen, der profane Prachtbauten entstehen ließ. Dazu zählen die traditionellen Weinschlösser wie beispielsweise an der Loire oder im Bordelais, aber auch palastartige High-Tech-Produktionsanlagen in Spanien oder der Neuen Welt. Diese Wechselwirkung zwischen Funktion und Form setzte für Baumeister und Architekten schon immer planerische Phantasie frei. Neben den Objekten mit weltweiter Ausstrahlung gibt es aber auch für kleinere Betriebe bauliche Gestaltungen, die zum Beispiel durch neue Besitzverhältnisse, Kundenwünsche oder Produktionsbedingungen ausgelöst wurden und die die Veränderungen in beeindruckender Weise umgesetzt haben.
Der Begriff Weinarchitektur in Zusammensetzung der beiden Wörter Wein und Architektur beschreibt nicht die Gestaltung, sprich die Machart von Wein, sondern hat sich als Begriff in der deutschsprachigen Fachliteratur für den architektonischen Aspekt durchgesetzt. Die tausende Jahre alten Kulturgüter Wein und Architektur bilden dabei eine Sonderform der Architektur, die selbst wiederum Kultstatus besitzen kann. Weinarchitektur im weiteren Sinn könnte alle Bauwerke bezeichnen, die im weitesten mit Wein und Architektur zu tun haben, also auch schlicht-funktionale Abfüllhallen und ähnliches. Der Begriff Weinarchitektur beschreibt aber nur im engeren Sinne Bauten, die sich von der Masse durch ihre besondere architektonische Gestaltung abheben.

## Geschichte

### Zeitenwende bis Mittelalter
Die Geschichte der Weinarchitektur lässt sich in Europa bis zur Hochkultur der Römer zurückverfolgen. Die von ihnen errichteten Gutshöfe wurden meist als Villa Rustica in Portikus-Bauweise mit zwei frontalen Eckrisaliten und Freitreppe gestaltet. Diese, meist aus Stein gebauten Wirtschafts-Gebäude hatten im Keller ein Tonnengewölbe zur Lagerung von Vorräten und Wein. Planungen für eine optimale Bauweise finden sich in Vitruvs Hauptwerk De architectura libri decem (33 und 22 v. Chr.). So schreibt er im 6. Buch zur Anlage von Privathäusern: „Habeatque coniunctam vinariam cellam habentem ab septentrione lumina fenestrarum; cum enim alia parte habuerit, quae sol calfacere possit, vinum, quod erit in ea cella, confusum ab calore efficietur inbecillum.“ Die Villa Diomede in Pompeji oder auch die Villa Adriana in Tivoli zeigten durch Bodenfunde, dass die Empfehlungen genau befolgt worden waren, denn es fanden sich dort römische Weingefäße. In diesen Kellern dürfte nur die Pressung und weitere Behandlung des Mostes sowie die Abfüllung in Amphoren erfolgt sein, die eigentliche Weinlagerung fand in Stollen statt, die wahrscheinlich durch den Abbau der Baumaterialien für die Villa entstanden waren.

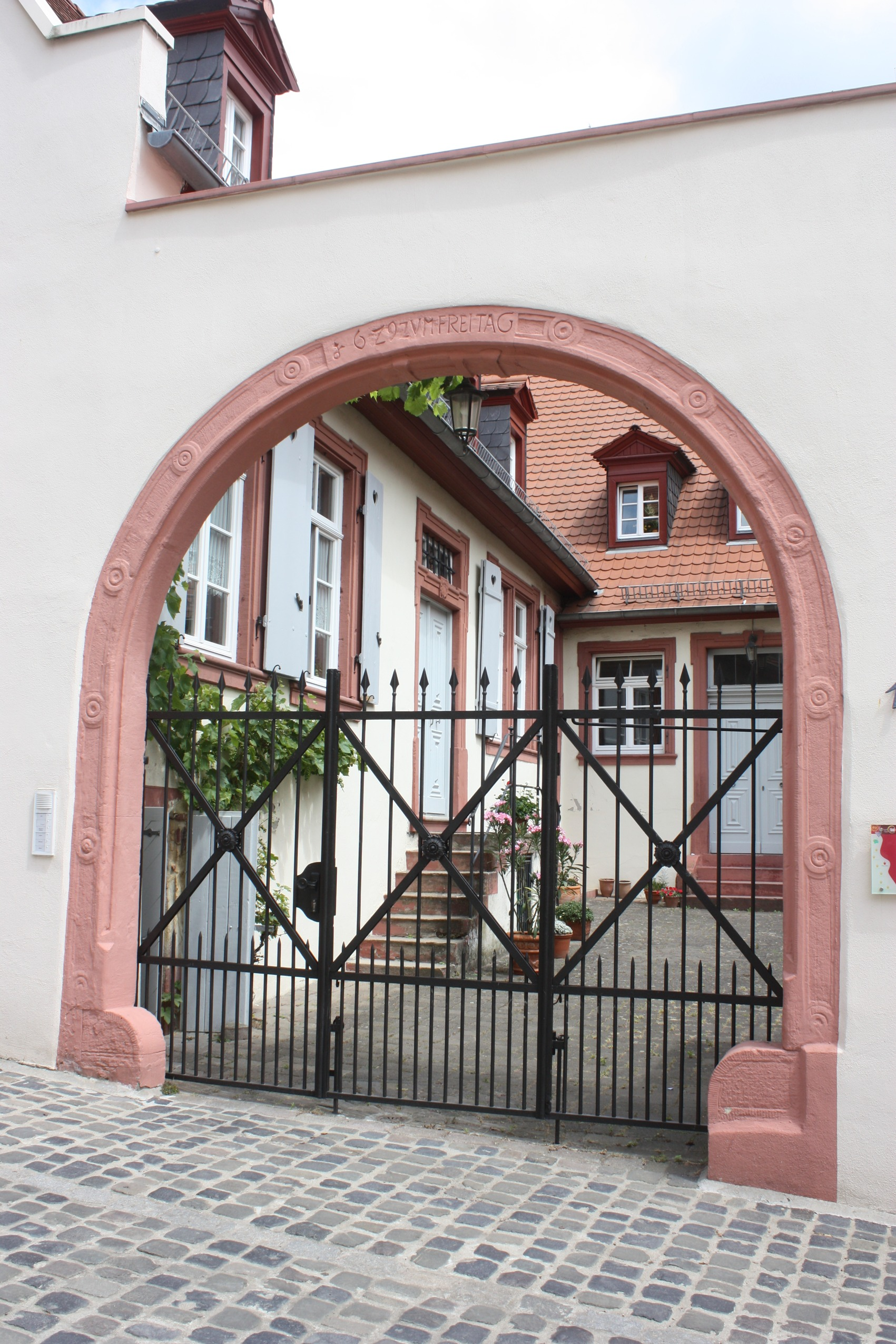
Typisches Ortsbild von Oppenheim in Rheinhessen

Die gleichmäßige Temperatur, die für eine längere Lagerung unabdingbar ist, war auch die notwendige Bedingung, die zum Bau der Keller in den Schieferhängen an der Mosel und dem Kellersystem im Kalkstein von Saint-Émilion geführt hat. Noch 2000 Jahre später werden diese Keller für den gleichen Zweck genutzt. Besonders eindrücklich sind auch die kilometerlangen Katakomben im Champagner-Anbaugebiet. Allein die Keller von Pommery liegen 30 Meter unter der Erde und sind 18 km lang. Die dort heute noch verwandten Stollen stammen teilweise aus gallorömischer Zeit.
Im Frühen Mittelalter gingen wesentliche Impulse für die Weinkultur – und damit auch für die Weinarchitektur – von den Klöstern aus. Großzügige Raumplanung für Weinpressen, Fässer und Küfergerätschaft, aber auch Vorrichtungen zum Bierbrauen und Destillieren gehörten selbstverständlich zu jedem Kloster. Als idealtypisch gilt die Gebäudeanordnung vom Kloster St. Gallen, wo im 9. Jahrhundert genau im Zentrum des ganzen Klosterbezirks der Weinkeller (Cellarium) angeordnet wurde, gleich westlich vom Kreuzgang, zwischen Küche, Speisesaal und Pilgerherberge. Dieser hatte eine Größe von 10 × 40 m. Doch auch viele andere Klöster hatten eine ähnliche bauliche Anordnung.

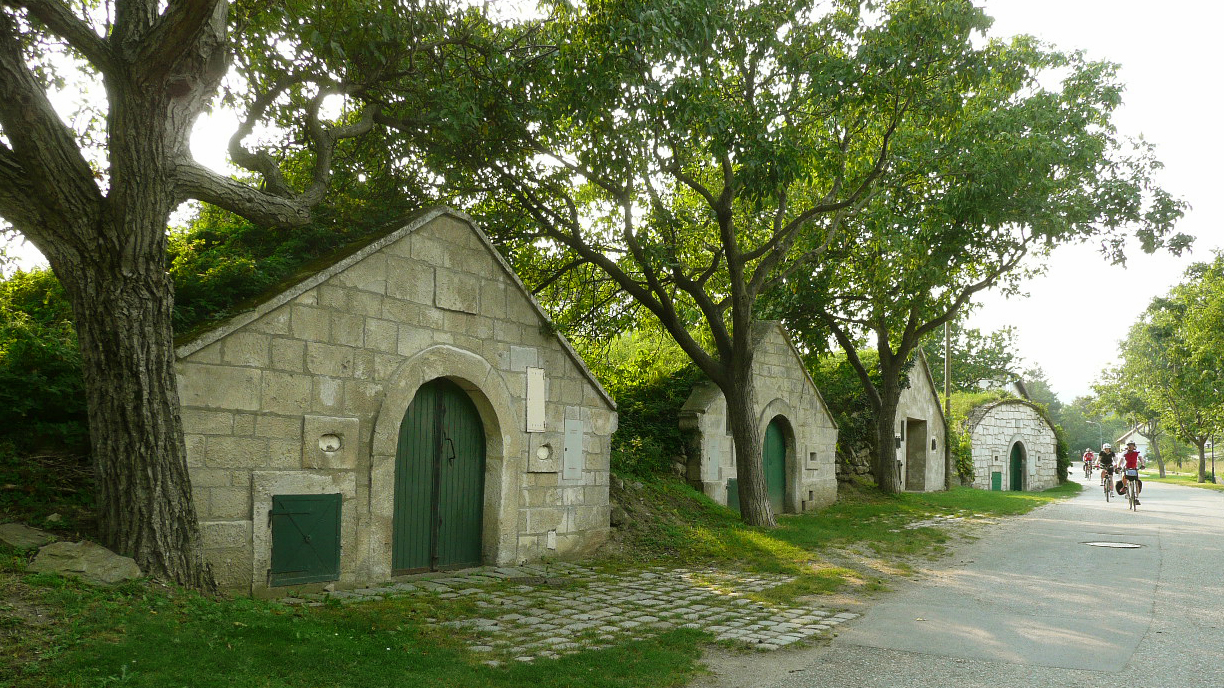
Kellergasse in Purbach, Burgenland

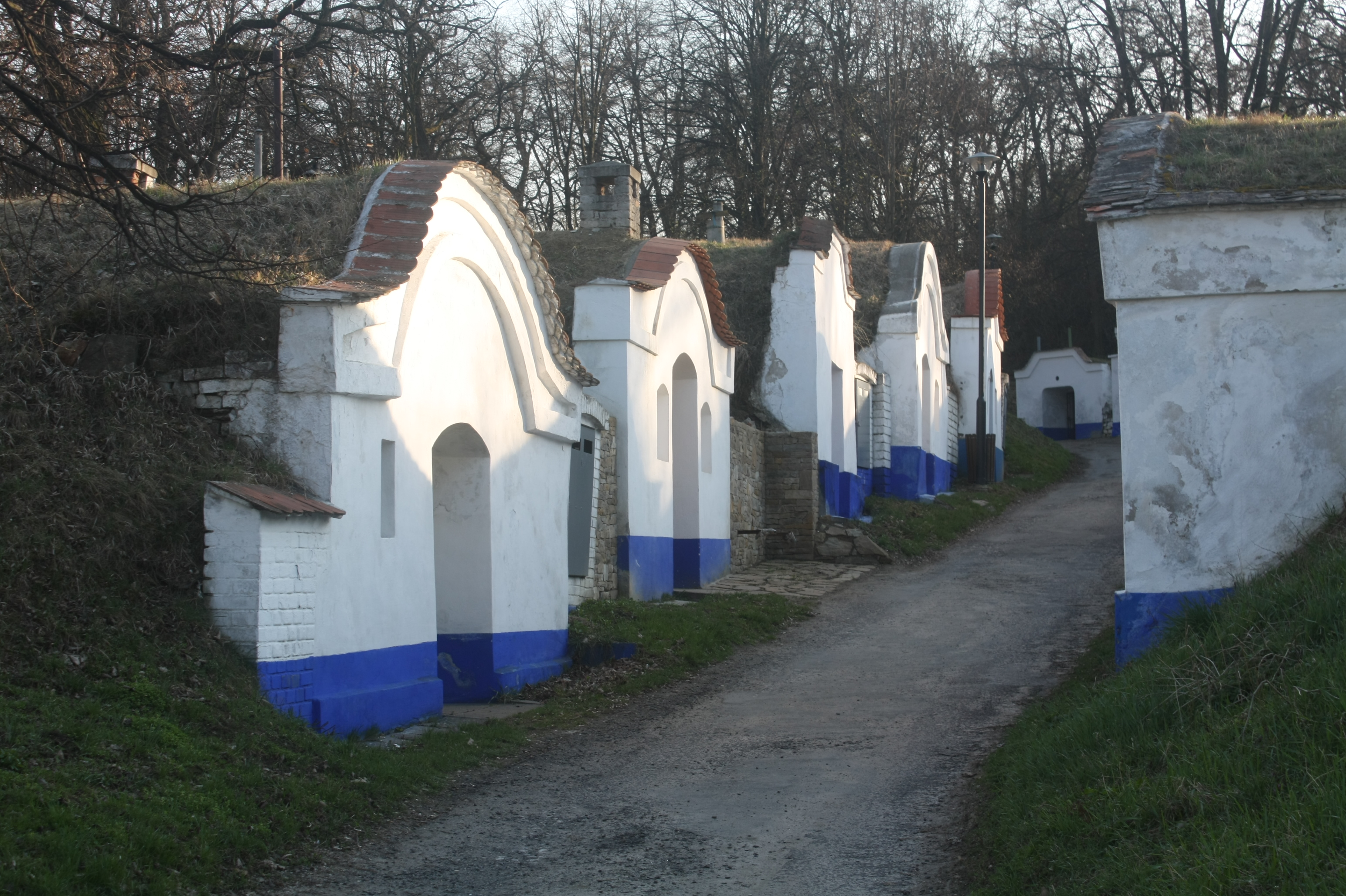
Kellergasse Plže in Petrov (Bezirk Hodonín), Südostmähren

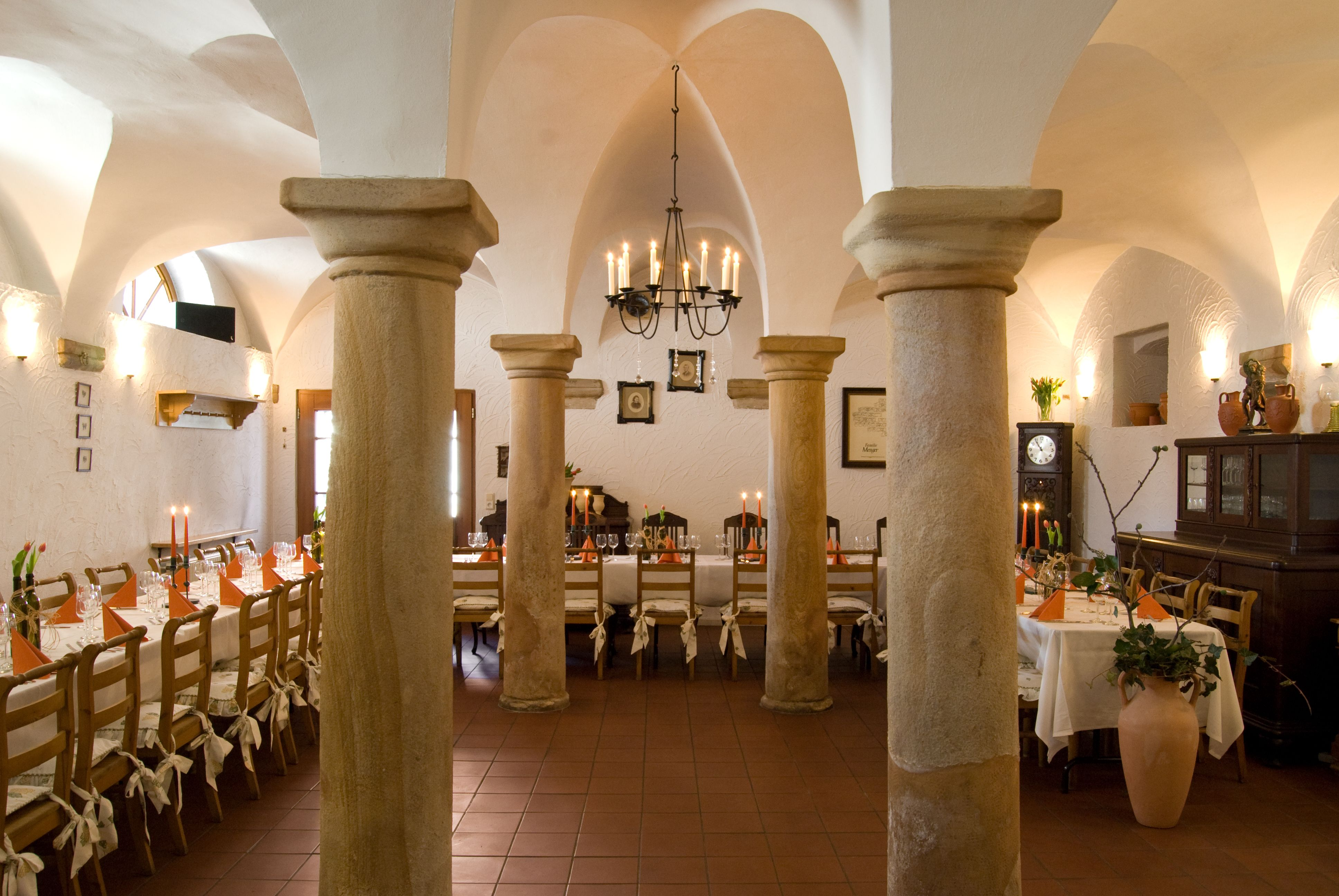
Rheinhessischer Kreuzgewölbestall, heute als Degustationsraum eines Weingutes.

Ausgehend vom Burgund waren die Benediktiner die Vorreiter in Sachen Weinkultur, ab dem 11. Jahrhundert auch die Zisterzienser. Mit ihrem Gründungskloster Cîteaux sowie den zahlreichen Filialklöstern gelang ihnen neben der Verbreitung des Glaubens und des Weinbaus auch die der Weinarchitektur. Bereits eine Generation nach ihrer Konstitution wurde Kloster Eberbach 1136 gegründet. Im 16. Jahrhundert war Eberbach der größte Weinwirtschaftsbetrieb der Welt. Eberbach ist noch heute als Hessische Staatsweingüter Kloster Eberbach gelebte Weinkultur, da dort nach wie vor Weinbau betrieben wird – seit 1803 als staatliche Weinbaudomäne. Auch viele andere Klöster und Krankenhäuser in Mitteleuropa, wie auch das zweitgrößte Weingut Deutschlands, das Weingut Juliusspital, hat mit seinem schlossartigen Gebäudeblock in der Altstadt von Würzburg zur Pflege der Weinkultur, und damit auch der Weinarchitektur beigetragen.
Die weltlichen Herrscher bauten ab dem 14. Jahrhundert ihre Höfe und Schlösser nicht mehr vorwiegend wehrhaft, sondern mehr repräsentativ, immer auch mit Einrichtungen, um Wein herzustellen und zu lagern. Je nach Region und „Vinophilität“ ihrer Besitzer entstanden so Weinschlösser oder fürstliche Gutshöfe wie die sächsische Hoflößnitz; Prachtbauten, die rings von Weinanbau umgeben und auf diesen fokussiert waren. Der Begriff Weinschloss oder auch Château wird – auch innerhalb von Frankreich, dem Ursprung dieser Häuser – sehr unterschiedlich benutzt. Allein im Bordelais, wo diese Bezeichnung im 16. Jahrhundert aufkam, gibt es über 4000 Châteaux, die fast ausschließlich im bürgerlichen und/oder bäuerlichen Besitz sind. Gerade im Bordeaux, dem weltweit größten zusammenhängenden Weinbaugebiet der Welt, bezeichnet ein Château eine Weinlage (Cru); das dazugehörende Gebäude oder gar sein Renommée ist für die Verwendung des Begriffes unerheblich.
Viele in deutschen Weinbauregionen ortsbildprägende Höfe aus dem Spätmittelalter sind in ihrer Anlage heute noch sichtbar. Die Winzer hatten zusätzlich zum Weinbau auch Viehhaltung und Ackerbau. Die Weinproduktion war nur ein Teil der Arbeit ihrer Jahresläufte. So gab es für die Weinbereitung meist keine eigenen Kelterhäuser, sondern diese Arbeit fand in den Scheunen statt. Erst in späteren Jahrhunderten erfolgte die Weinpressung bereits in den Weinbergen selbst in sogenannten Presshäusern, die in die Weinberge gegraben wurden. Diese typischen Kellergassen sind in Tschechien sowie in Niederösterreich und im Burgenland noch immer zu besichtigen. In Deutschland ist dafür hauptsächlich der Kellerweg im Rheinhessischen Guntersblum bekannt.
Als ein besonderes Beispiel von Weinarchitektur gilt der Kreuzgewölbestall, der in dieser Form und in dieser Verbreitung nur in Rheinhessen vorzufinden ist. Über 50 derartige Bauten sind noch existent.

### Neuzeit
Frankreichs schlossähnliche Gebäudeensembles sind zumeist „gewachsene Strukturen“. Aus zunächst nur einem Wohnsitz mit Verwaltungsaufgaben entwickelten sich neben der Repräsentanz im Laufe der Zeit auch andere Funktionen wie beispielsweise die Weinkultur. Der Wandel von Renaissance oder Spätrenaissance zu Barock lässt sich nicht nur in der Bauform ablesen: Mit der Umgestaltung der Gebäude aufgrund eines anderen Stilverständnisses wurden auch die Einrichtungen für die Weinproduktion verändert, ergänzt und vergrößert. Küfer waren in der Lage, größere Fässer herzustellen und das bedurfte Platz. Ähnliche Fässer wie das 220.000 l fassende Große Fass im Heidelberger Schloss, eines der ältesten noch erhaltenen Fässer aus dieser Zeit, dürften in vielen Adelskellern gestanden haben.
Auch Schloss Johannisberg, ehemals Benediktinerkloster, wurde nach der Säkularisation verstaatlicht und gelangte bald darauf in den Besitz Fürst Metternichs, der das Kloster zeittypisch klassizistisch umbauen ließ. Einzig der tonnengewölbte Weinkeller mit einer Abmessung von 260 × 11,5 m blieb unverändert. Neben der bekannten Riesling-Sektmarke, die heute dort produziert wird, ist die Bibliotheca subterranea bemerkenswert, eine Art unterirdische Weinflaschensammlung, die Weinflaschen aus aller Welt aufbewahrt.

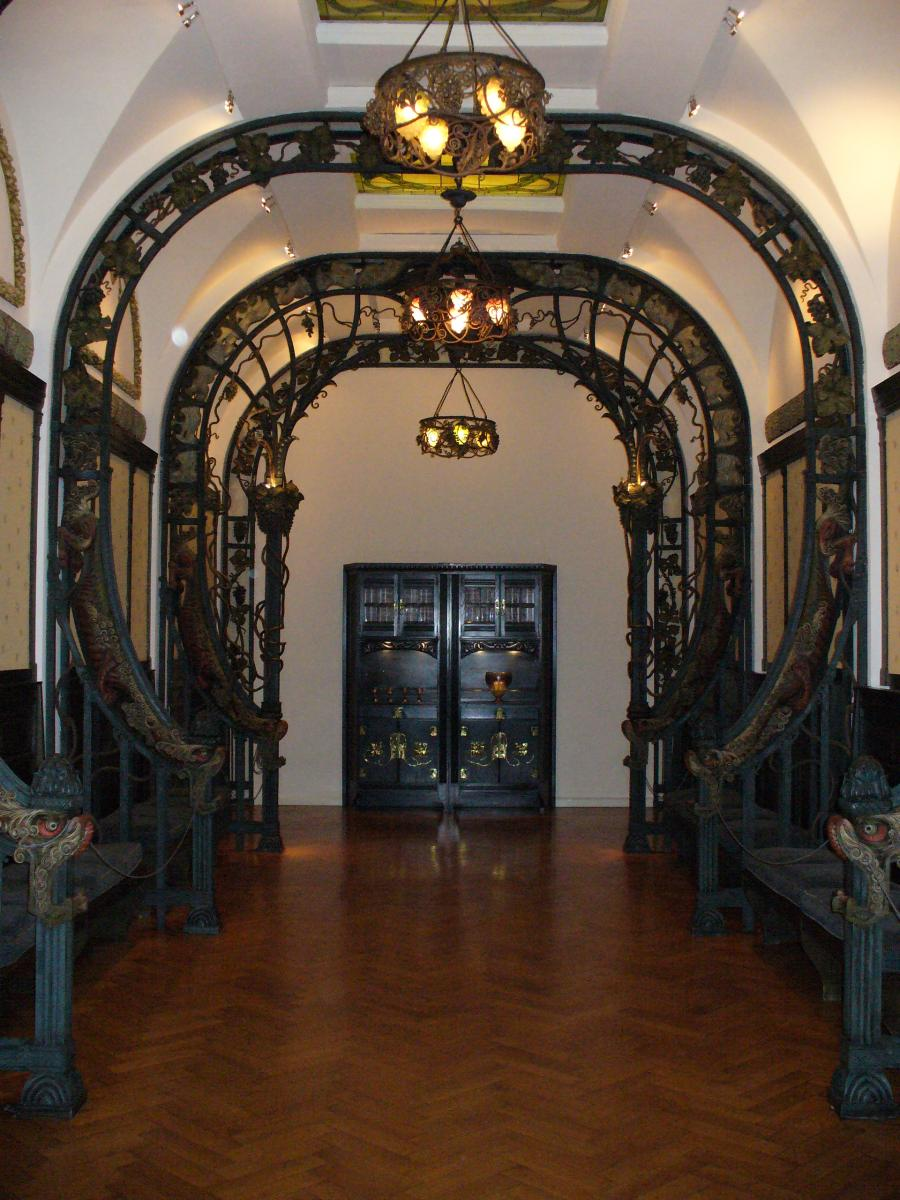
Traubensaal der Kupferberg-Sektkellerei in Mainz

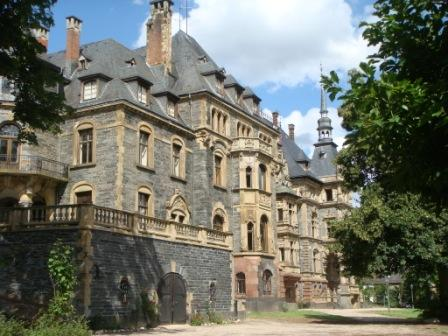
Schloss Lieser

In den Weinbauregionen und Weinmetropolen Norditaliens entstanden in den Städten mit Beginn des 16. Jahrhunderts aristokratische Prachtbauten in klassizistischem Baustil, die die Renaissancebauten altmodisch erscheinen ließen. Auf dem Land waren zuvor schon im Stil des Palladianismus aufwändige Landhäuser entstanden, die den allgegenwärtigen Weinbau immer mit in die Baukonzeption einbezogen. Weiter wachsender Wohlstand beflügelte in dieser Zeit die Bautätigkeit, was sich noch heute an der Dichte derartiger, prunkvoller Landgüter ablesen lässt. Das höchste derartige Konglomerat befindet sich aber im Bordelais, dort jedoch erst später. Diese augenfällige Dominanz klassizistischer Rückbezüge belegt die Bedeutung des Historismus für die Weinarchitektur.
Im 18. Jahrhundert blüht auch die Bautätigkeit an Rhein und Mosel. Viele Weingutsbesitzer und ab dem 19. Jahrhundert auch Industrielle, wie beispielsweise die damaligen Besitzer von Schloss Lieser an der Mosel, sahen in der Herstellung landwirtschaftlicher Güter die Möglichkeit, ihr Renommee zu verbessern, und sahen die archaische Produktion als einen Ausgleich zu ihrem technikbestimmten Broterwerb.

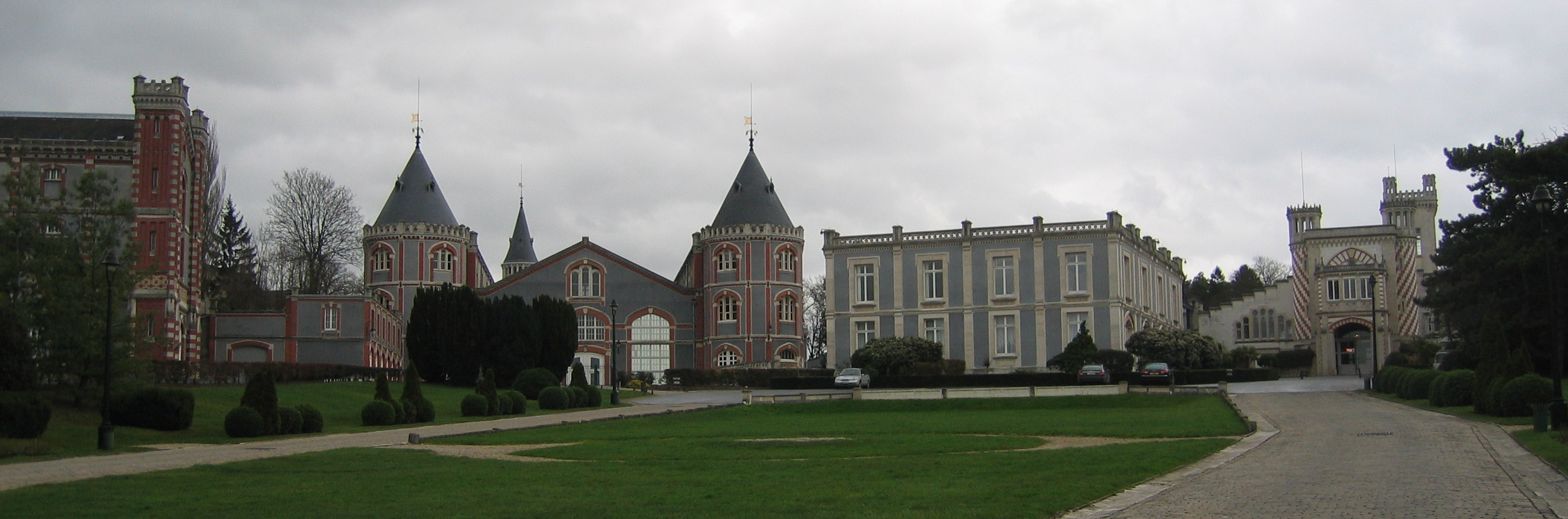
Pommery-Baumix

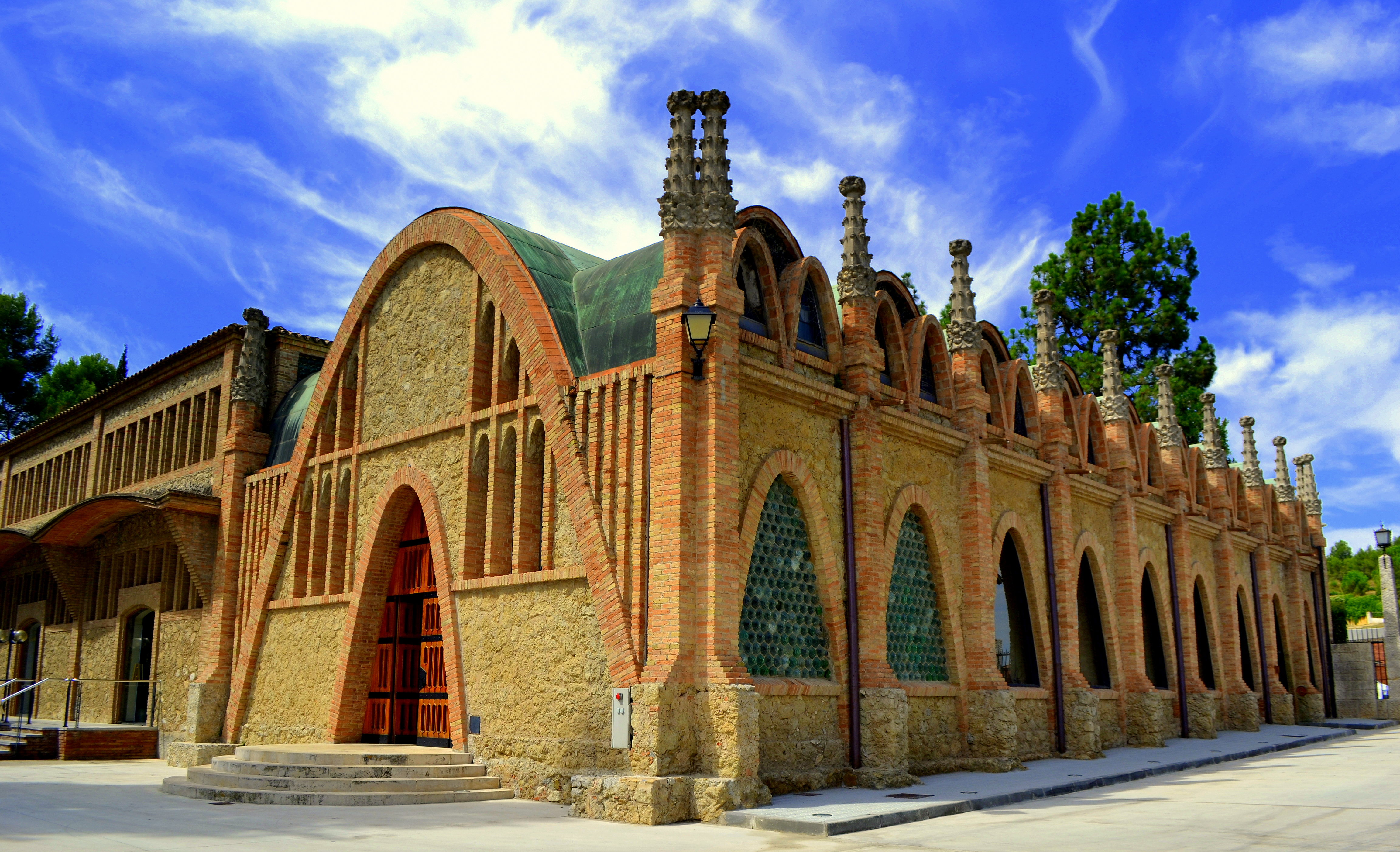
Cavahaus Codorníu in Sant Sadurní d’Anoia

Die Bauweise wechselte im Jahrhundert der Erfindung von Eisenbahn und Portlandzement weg von Stein- und Holzbauweise zu Eisenstützen, Backstein- und Betonkonstruktionen. Auch in der Kellertechnik fand eine Revolution statt. Neue Materialien erhielten Einzug in den Produktionsprozess, andere Herstellungs- und Abfüllmethoden setzten sich durch. Der Versand, der zuvor meist fassweise erfolgte, ging jetzt in Flaschen- und Kistentransport über. Dafür benötigte man andere Betriebsräume. Hinzu kam der geänderte Kundengeschmack, der – regional unterschiedlich – mehr Rot- oder Weißwein wünschte oder, in noch jüngerer Zeit, gern einen Barrique-gereiften Wein bevorzugte. Auch dafür benötigte der Weinbaubetrieb andere Gerätschaften und ggf. andere Räumlichkeiten.
Über die Jahrhunderte kann in einem Weinbaubetrieb so ein Mix unterschiedlichster Baustile entstanden sein. Ein berühmtes Beispiel ist die kuriose Architektur von Madame Louise Pommery, die für ihr Anwesen die unterschiedlichsten Bauformen und -materialien auswählte, um diese von zum Teil renommierten Baumeistern manifestieren zu lassen. Dabei ist der Stil englischer Landhäuser vorherrschend, vielleicht, weil ein Großteil ihrer Kundschaft hinter dem Ärmelkanal selbst in ebensolchen Häusern wohnte.

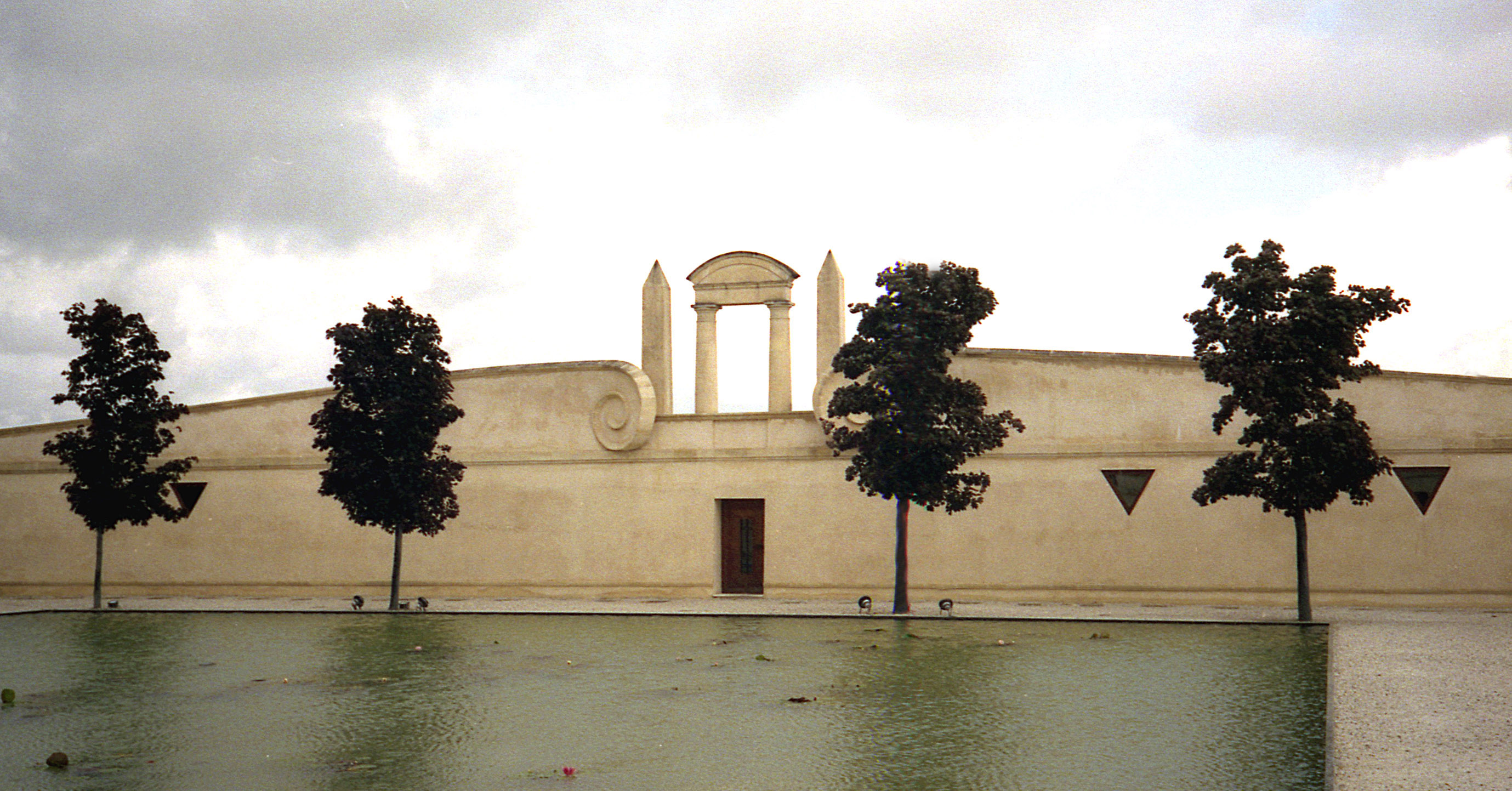
Außenanlage von Château Pichon-Longueville-Baron

Ein besonders kunstvolles Beispiel der Weinarchitektur ist das Cavahaus Codorníu in Sant Sadurní d’Anoia nahe Barcelona, wo sich der katalanische Architekt Josep Puig i Cadafalch, Kollege und Weggefährte Antoni Gaudís, ein Denkmal setzte, sowie das 1921 von Gaudì-Schüler Cèsar Martinell ganz in Backstein errichtete Kellereigebäude der Cooperativa Vitivinícola von Sant Cugat del Vallès. Im Gegensatz zu den aus dieser Zeit meist schmucklosen Gewerbebauten sind dies „Weinkathedralen“: S. 29. Ein anderes, typisches Beispiel ist die Kupferberg-Sektkellerei in Mainz. Das 1856 errichtete, bis 50 Meter unter der Erde liegende Gebäude im Stil der Neugotik und des Übergangs zum Jugendstil trägt den Schriftzug der Industriearchitektur. Als Baumaterial diente roter Sandstein, wie er vor Ort ansteht und für viele weitere Bauwerke in der Stadt wie Dom, Gautor und als Teil der Stadtbefestigung das Proviant-Magazin benutzt wurde.

### Gegenwart

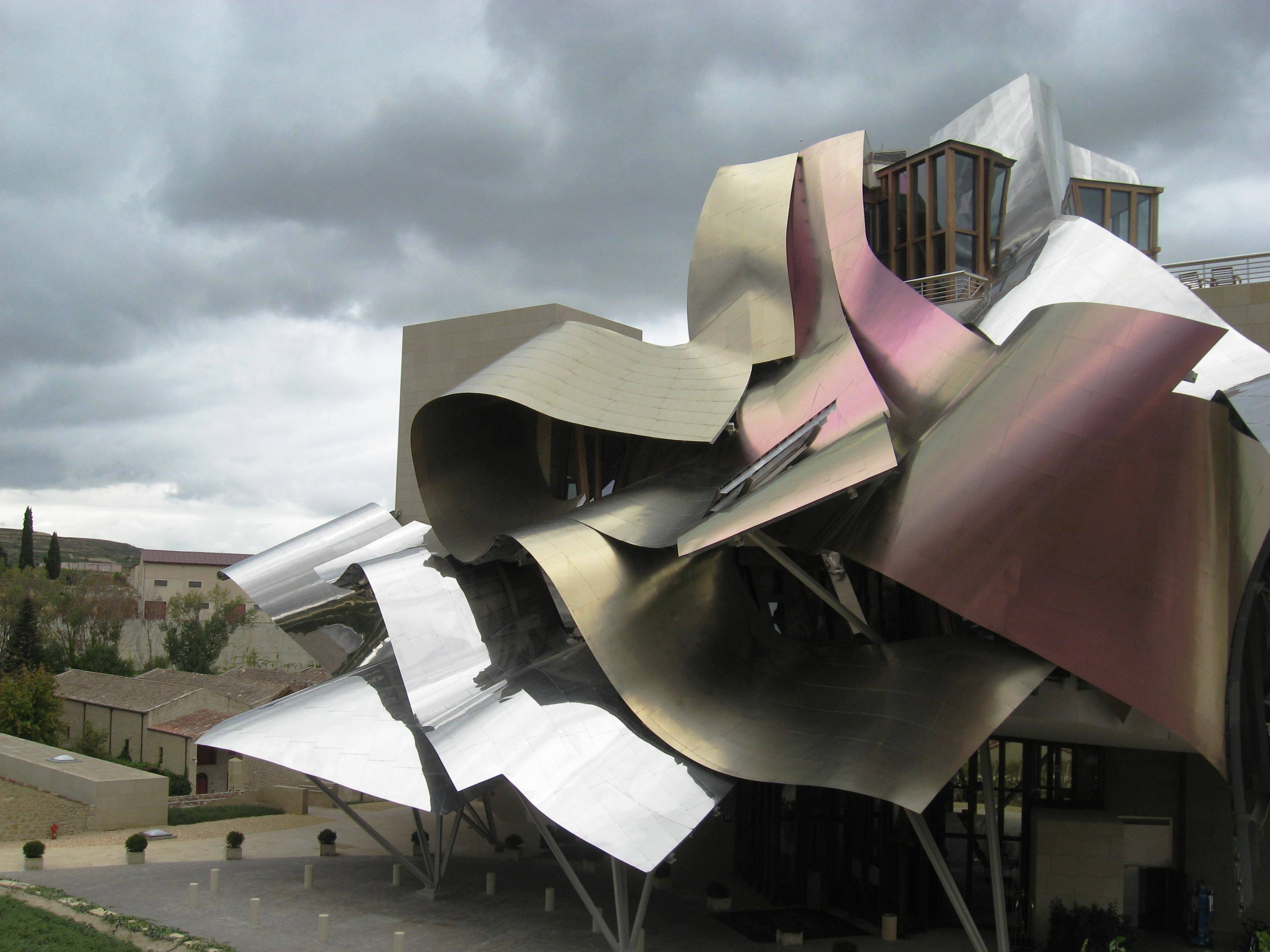
Hotel Marqués de Riscal

Im 20. Jahrhundert ist keine so rege Bautätigkeit mehr festzustellen, wie sie in den vorigen Jahrhunderten stattfand. Reblaus, Weltkriege und Weltwirtschaftskrisen sind die wahrscheinlich wichtigsten Gründe. Erst seit Mitte der 1980er Jahre traten wieder einige Architekten hervor: Als erster der katalanische Baumeister Ricardo Bofill, der 1987 im Château Lafite-Rothschild den Entwurf zu einem achteckigen Weinkeller umsetzte. Diese nicht auf Effekte abgestellte Bauweise soll den Produktionsprozess beschleunigen, bei dem bis zu viermal jährlich die etwa 2000 Weinfässer umgelagert werden müssen. Zudem sei dieser Grundriss wegen der nahezu runden Form für Kühlungszwecke energiesparender. Der Keller ist vollkommen unterirdisch, um keine hochwertigen Rebflächen opfern zu müssen. Nur ein zentraler, von 16 Säulen umgebener Lichtschacht bietet Tageslicht und verleiht dem Gebäude die Anmutung einer Krypta. Auch im benachbarten Pauillac bei Château Pichon-Longueville-Baron wurde 1980, mit Übernahme durch den Versicherungskonzern AXA neu investiert: Das Weingut erhielt nach einem Architekturwettbewerb einen vollständig in Edelstahl ausgestatteten Gärkeller mit 30 Gärbehältern. Auf 4000 m2 erstrecken sich die neuen Wirtschafts- und Verwaltungsräume einschließlich Besucherzone für jährlich 50.000 Touristen. Von außen wirkt der Neubau eher schlicht. Ein Wasserbassin trennt alte und neue Bausubstanz.

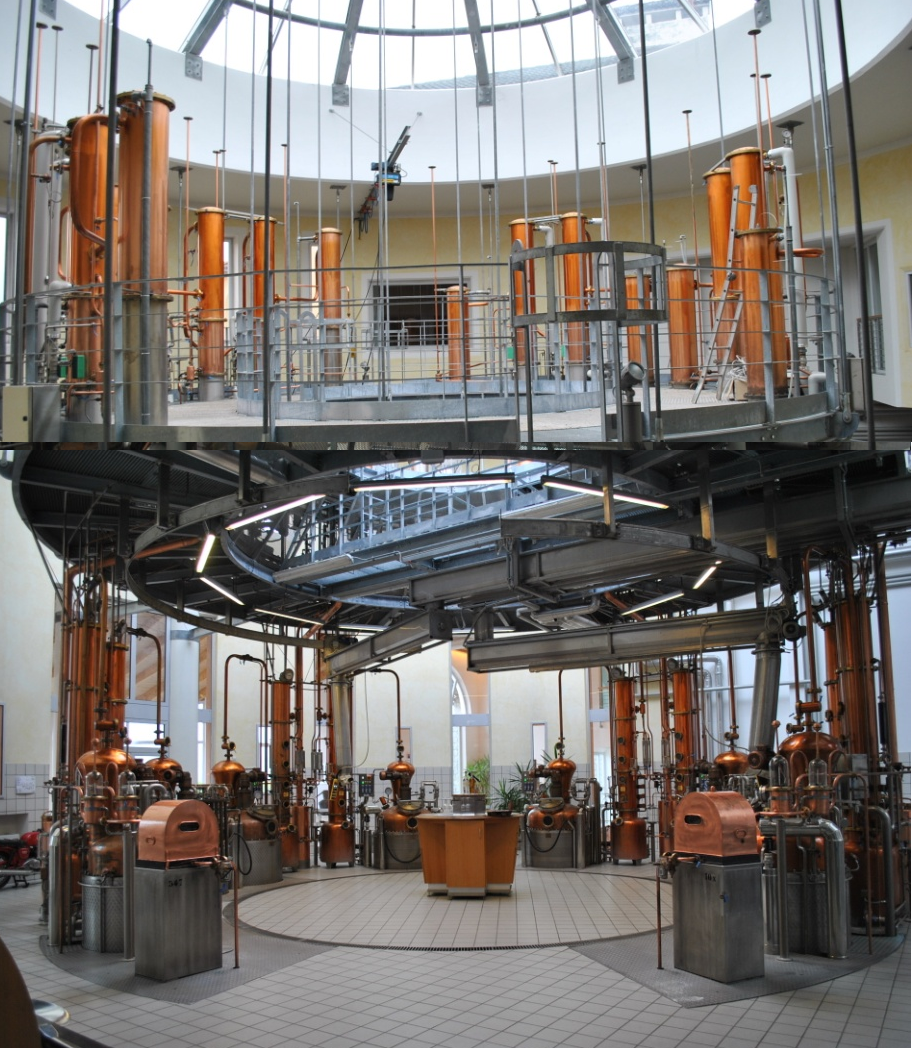
Grappa-Produktion bei Marzadro

1988/89 fand im Pariser Centre Pompidou die Ausstellung „Château Bordeaux“ statt, auf der den Hauptstädtern der gegenseitige Einfluss von Weinbau und Baukunst aufgezeigt wurde. Mitinitiiert wurde diese Ausstellung durch das Weingut Château de Bachen und seinen dort tätigen Koch Michel Guérard sowie das Architektenduo Patrick Dillon und Jean de Gastines, die das dortige Anwesen zu dieser Zeit umgestalteten.
Auch in Italien setzte um die Jahrtausendwende der Bauboom in der Weinarchitektur wieder ein. Als gutes Beispiel gilt die Grappa-Destillerie Marzadro im Trentino, die von den Bozener Architekten Walter Maurmayr und Günther Plaickner entworfen wurde und 2005 eingeweiht werden konnte. Zu dieser Zeit stand der Familienbetrieb in seiner dritten Generation. 60.000 Besucher sehen jährlich, wie der Destillerievorgang abläuft, der neuerdings in einer kreisrunden, teils unterirdischen Produktionshalle kontinuierlich abläuft. Der Produktionszyklus, der im Jahr nur 100 Tage dauert, findet in dieser Zeit ohne Unterbrechung statt.
Am konsequentesten gingen spanische Weinbaubetriebe vor: Als Beispiele können die beiden katalanischen Weingüter Viñedos del Alto Aragón – besser bekannt unter seinem Markennamen „Enate“ – und Bodega Brugarol gelten. Das erstere, erst 1991 gegründete Unternehmen mit 500 ha Rebfläche hat alle Anlagen vollständig „aus dem Boden stampfen“ müssen. Bei Enate hat die Zeitgenössische Kunst einen sehr hohen Stellenwert. Nicht nur werden die Flaschenetiketten von berühmten Künstlern gestaltet, das Haus besitzt auch eine eigene Kunstausstellung mit Werken von Antoni Tàpies, Eduardo Chillida, Antonio Saura und vielen weiteren. Die Bodega Brugarol wurde dagegen bereits 1943 vom deutschen Ehepaar Engelhorn gegründet und 2003 von einem Nachfahren neu belebt. Auch bei Engelhorns hat man sich für unterirdische Bauweise entschieden, nicht, wie bei Lafite-Rothschild aus Kosten-, sondern aus Klimagründen. Am besten wird man dem Weingut mit einer Beschreibung gerecht, wenn man es als „extravagantes Objekt [beschreibt, das] sich zwischen Architektur, Skulptur und Landschaftsgestaltung ansiedelt“.: S. 33

## Heutige Situation ausgewählter Länder

### Deutschland

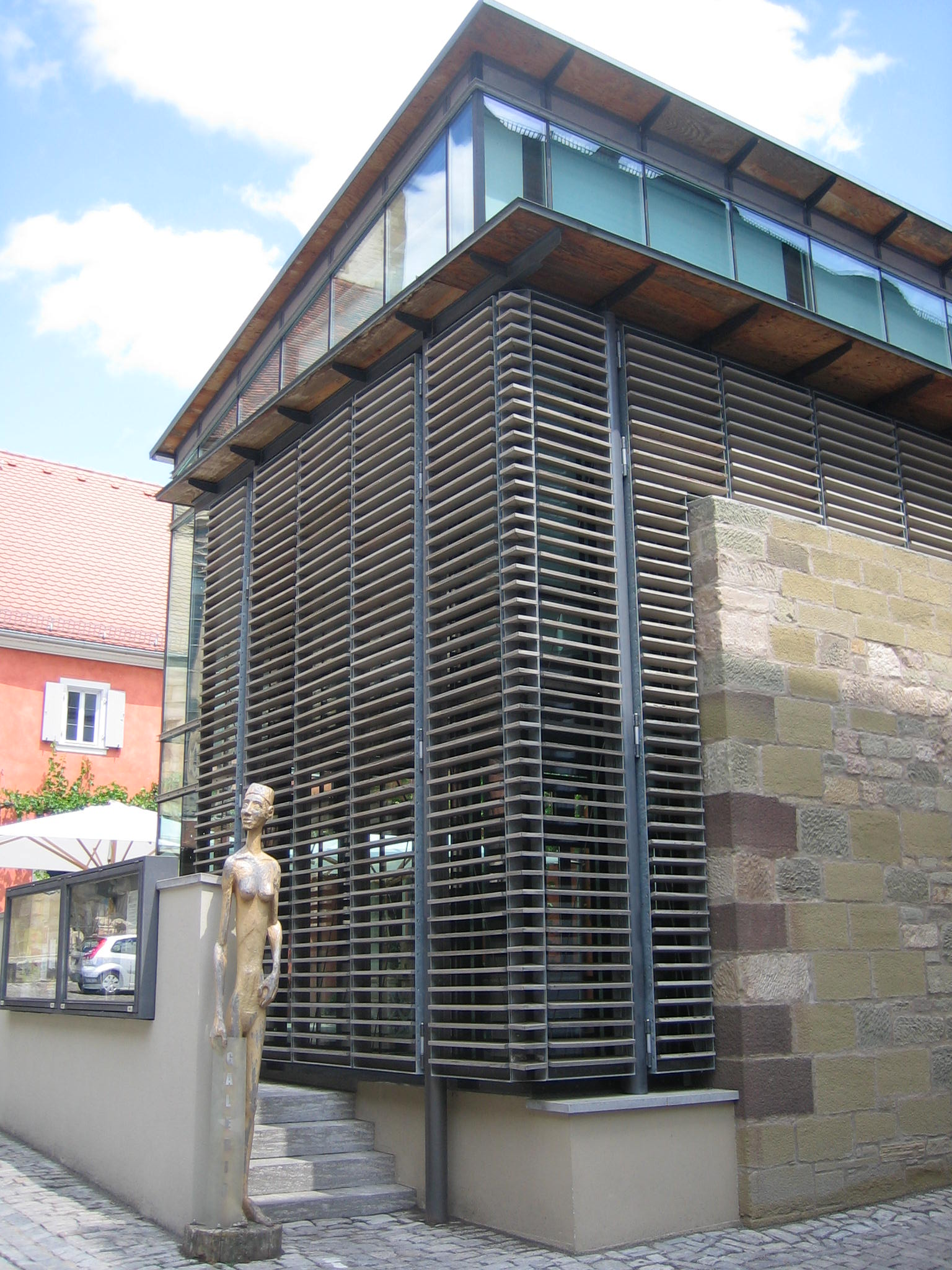
Vinothek in Iphofen

In den einzelnen weinanbauenden Ländern gibt es einige Besonderheiten. So wird beispielsweise seit 2007 von der Architektenkammer Rheinland-Pfalz in Zusammenarbeit mit dem Weinbauministerium Rheinland-Pfalz und dem Deutschen Weinbauverband der Architekturpreis Wein ausgelobt, der alle deutschen Weinbaugebiete berücksichtigt. Baden-Württemberg hat in den ersten zehn Jahren des neuen Jahrhunderts großzügig Investitionen und privatwirtschaftliche Finanzierungen unterstützt, die die Optimierung und Modernisierung der Kellerwirtschaft betraf. Im Weinbaugebiet Franken wurde vor allem im Bereich Gastlichkeit und Kundenbindung gearbeitet. Regionale Tourismuskonzepte binden hier lokale, private und genossenschaftliche Initiativen ein. In Sachsen wurden Baudenkmäler wie Schloss Proschwitz, ältestes wieder betriebenes privates Weingut der Weinregion Sachsen unterstützt, und andere bemerkenswerte Bauten, deren Restaurierung in den Jahren 1990 bis 2010 abgeschlossen werden konnte.: S. 116 f. Auch Neubauten wie die Vinothek am selbst auch restaurierten Schloss Wackerbarth entstanden, selbst ausgezeichnet und auch Ort der Verleihung von Architekturpreisen.

### Österreich

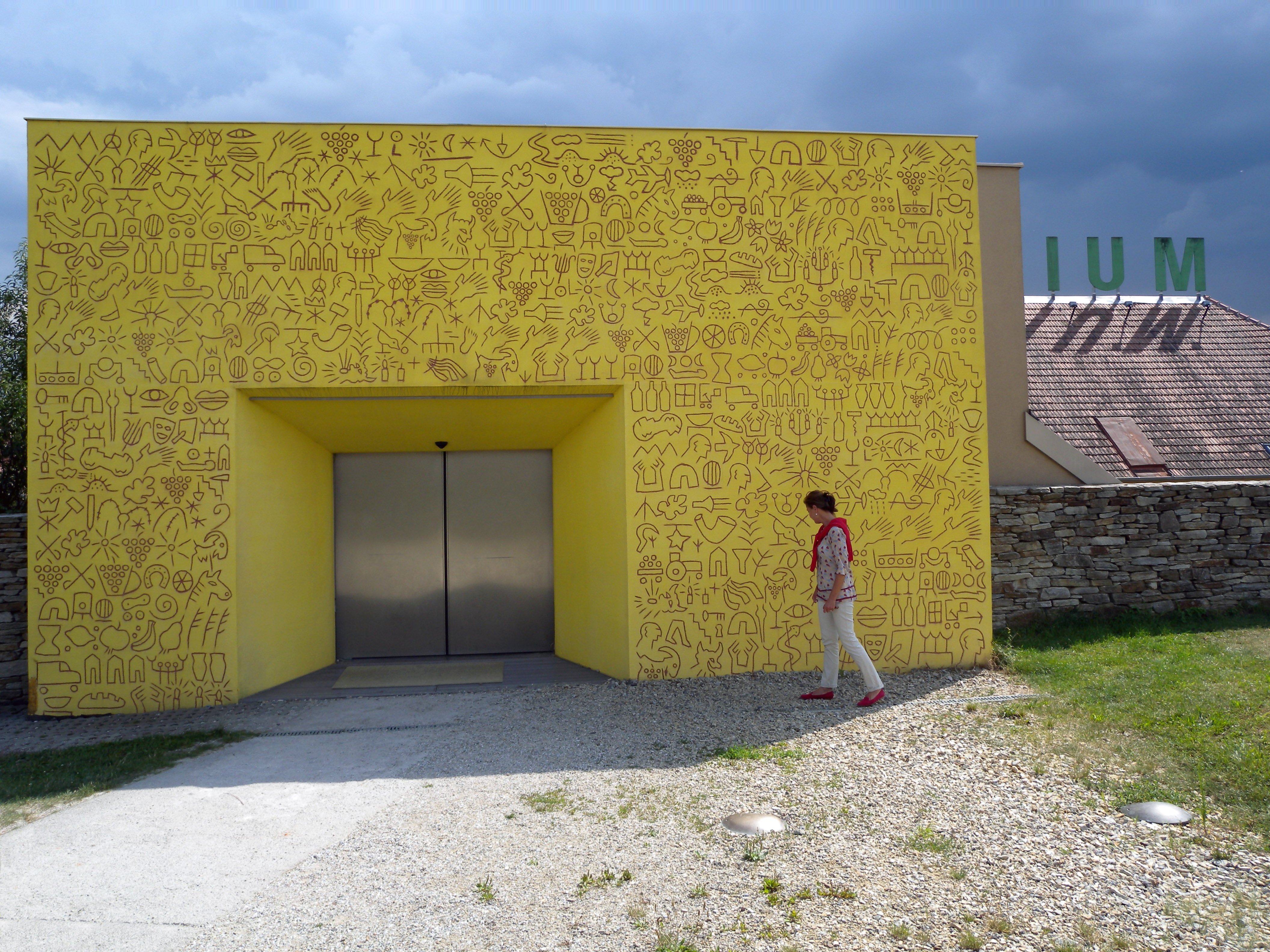
Eingang zum Keller, Weinerlebnismuseum Loisium in Langenlois

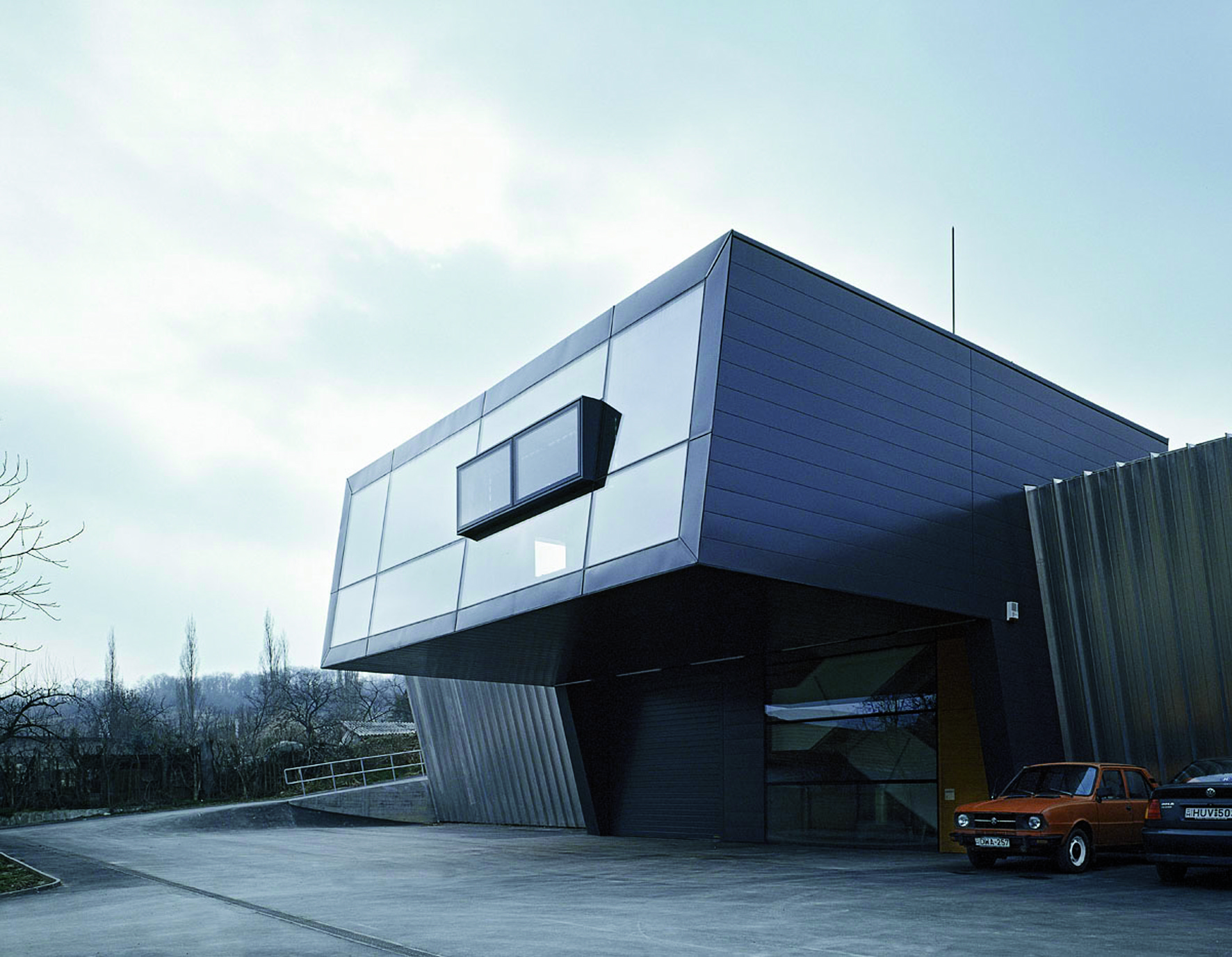
Weingut Weninger, Außenansicht

Besonders drei Bundesländern gereicht das Verdienst der modernen Weinarchitektur in Österreich: Niederösterreich, Burgenland und Steiermark. Unabhängig davon stechen überregional drei Weingüter mit historischem Bestand in Sachen Weinarchitektur besonders hervor: Das 2006 umfassend renovierte Kellerschlössl aus dem 18. Jahrhundert der Domäne Wachau in Dürnstein, das Stift Klosterneuburg und das Schlossweingut Esterházy aus dem 17. Jahrhundert mit seinem Weinmuseum und der neuen Kellerei.
In Niederösterreich gibt es nur eine geringe Zahl von gut einem Dutzend von Neubauten, beginnend im Weinbaugebiet Kamptal mit Weingut Bründlmayer in Langenlois um das Jahr 1990. Dazu zählt als größtes Einzelobjekt in diesem Bundesland die Winzer Krems, einer der größten Winzergenossenschaften Österreichs, die 2005 unter einer schwungvollen Dachkonstruktion eine vollständig gläserne Kellerei errichteten.: S. 116 f. Optisch besonders hervorstechend ist natürlich das Loisium in Langenlois, das von dem Winzer Karl Steininger initiiert wurde. Architekt war Steven Holl. Über 100.000 Gäste jährlich erfahren in dem Weinmuseum in der unterirdischen „Welt der Sinnlichkeit“ Sinneseindrücke rund um den Wein.
Das Burgenland fällt für österreichische Weinarchitektur besonders auf: Allein zwischen 1999 und 2004 wurden über 50 Weinbaubetriebe stilistisch verändert, sei es durch Um- oder Anbauten oder vollständige Erneuerungen der Produktionsstätten, immer war der Aspekt der besonderen Gestaltung in Bezug auf Wein im Mittelpunkt. Solche Pionierleistungen sind die Güter Gesellmann und Heinrich in Deutschkreutz sowie Gernot Heinrich in Gols. Gerade in dem Dreieck Deutschkreuz–Neckenmarkt–Horitschon südwestlich des Neusiedler Sees wurde eine Art „Dauerausstellung“ unterschiedlicher Weinarchitekturen errichtet, die ein Flair eines Freilichtmuseums bietet. Darunter sind Neuschöpfungen, die man vor einigen Jahren noch nicht für möglich gehalten hätte. Das größte Einzelobjekt darin ist der ARACHON Reifekeller der Vereinigten Winzer Blaufränkischland, die als vollkommenen Neubau ihr Refugium mit 1500 m2 für 1000 Barriquefässer gestaltet haben. Im Obergeschoss befinden sich die Präsentations- und Degustationsräume. Bei den privatwirtschaftlichen Betrieben gilt insbesondere das Blaufränkisch-Weingut Franz Weninger in Horitschon als Meilenstein. In Form eines traditionellen Langhofes passt sich das neue, helle und klargegliederte Wirtschaftsgebäude der Umgebung harmonisch an.: S. 120 f.
Für die Steiermark gilt die Region um Leutschach, Gamlitz und Straden als der Mittelpunkt neuester Bautätigkeit. Besonders hier sticht der Kontrast zwischen Bauten und Landschaft ins Auge. Als ein Vorzeigeobjekt gilt das Weingut Neumeister in Straden, das stufenförmig der Hangneigung angepasst ist. Wie auch bei vielen anderen Neubauten kommt man dadurch der Weinbereitung entgegen: So nutzt der Keller das Gesetz der Schwerkraft, mit dem das für den Wein negative Pumpen entfällt.

### Schweiz
In der Schweiz ist insbesondere die Bündner Herrschaft zu erwähnen, deren Weingüter Cottinelli in Malans und Marugg in Fläsch deren Vorreiter bei Neubauten waren. Marugg inszeniert seinen Weinkeller mit Barriques durch Spotlights umgeben von einer klaren Formensprache, in der insbesondere Verwendung der Materialien und auch die Beziehung zum Ort. Die gleichen Besonderheiten finden sich auch beim Weingut Davaz in Fläsch wieder.
Das Weingut Schmidheiny in Heerbrugg am Rhein von 1904, das den Weinbau seit über 100 Jahren betreibt und die dortige Winzergenossenschaft mitbegründet hatte, erweiterte ihr Anwesen 1999 durch einen Verkostungsanbau aus Glas und Beton, der im Gegensatz zu dem hochherrschaftlichen Villenbau der Gründerzeit steht.: S. 124 f.

### Italien

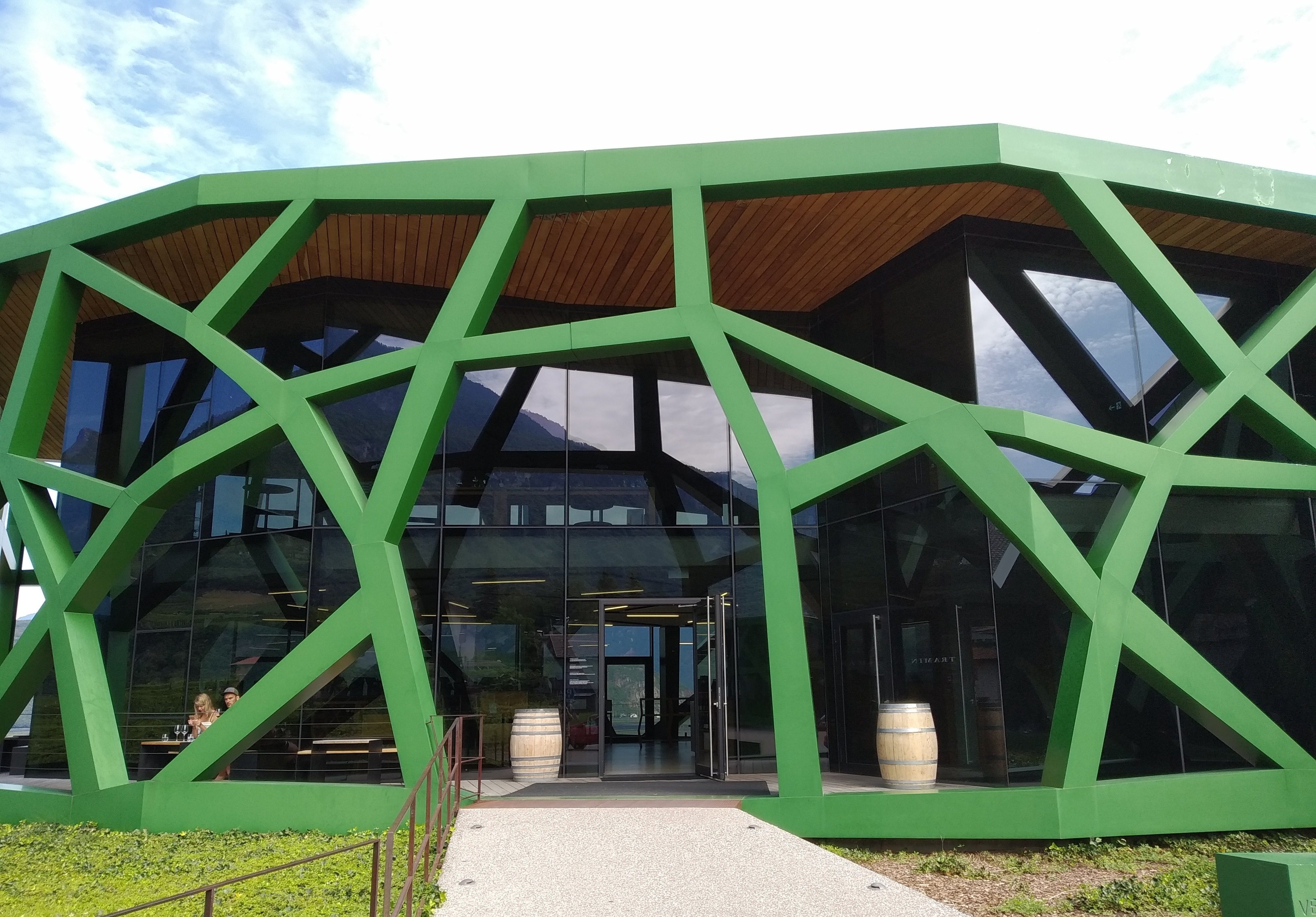
Kellerei Tramin

In Italien sind – verglichen mit der Bedeutung und der Größe als Weinanbauer – bisher wenige Bauprojekte umgesetzt worden. Am wirkmächtigsten sind die Entwicklungen im Nordosten des Landes, namentlich im Trentino und Südtirol. Am augenfälligsten ist wahrscheinlich die von Werner Tscholl aus Morter entworfene Kellerei Tramin im Südtiroler Tramin. In den Jahren 2007–10 wurden über 5500 m2 Bruttonutzfläche (davon 4300 m2 Neubau) um das alte Kellereigebäude herum entwickelt. Die Genossenschaft von 1898 ist eine der ältesten dieser Weinbauregion.: S. 60 Die Außenhülle der beiden Neubauhälften besteht aus einem stilisierten, kräftig-grünen Gerüst aus Stahlstützelementen, das an die Blattstruktur von Weinreben erinnert. Diese Formgebung dient nicht nur als „Eyecatcher“, sondern sie wurde so berechnet, dass die dahinterliegenden Glasfronten je nach Jahreszeit optimal beschattet werden. Aus einem eigenen Brunnen wird 12 °C kaltes Wasser zur Temperierung der Räume genutzt. Im Innern herrscht ein durch Beton bestimmter, sachlicher Ton. Die puristische Zweckbau-Formensprache wird durch einen einheitlichen satten Rotton respektive Ausstattungs-Elemente in einer Holzart (Eiche) unterstrichen.
Aber auch im Nordwesten, im Piemont, gibt es neue Projekte: Die Zentrale der Weinbaugenossenschaften Terre da Vino vertritt 2500 Winzer mit insgesamt 5000 ha Rebfläche hat 2010 in Barolo einen Neubau in eigenwilligster Weise mit einer Größe von 5000 m2 Bodenfläche in Barolo errichtet, die eher an eine moderne Produktionshalle erinnern würde. In einer Weinregion, die im Herbst 2014 als UNESCO-Weltkulturerbe anerkannt wurde, entstand hier ein monumentales Gebäude, dass mit der Landschaft zu verschmelzen scheint.
In Mittelitalien geht die Entwicklung von der Toskana aus, wo als erstes 1995–98 die ehemalige Abtei Badia a Coltibuono erbaut wurde. Eindrucksvoll sind die beiden zylindrischen Türme. Es steht in einem Dialog mit dem benachbarten mittelalterlichen Kloster mit seinem hohen Turm mit quadratischer Grundfläche. Südlich von Livorno an der Mittelmeerküste entstanden nach 2000 in einer Art Wettstreit eine Reihe von prestigeträchtigen Bauten, an denen auch Stararchitekten beteiligt waren. Beispielhaft sei die Kellerei Petra genannt, die vom Tessiner Mario Botta entworfen wurde. Zwei flache Seitenflügel flankieren einen zentralen Mittelbau, typisch für die meist symmetrische Anordnung seiner Gebäudeensembles.: S. 128
Als Vorbild süditalienischer Weinarchitektur gilt das 2001 von Hikaru Mori (* 1964) entworfene Weingut Mario Bisceglia bei Lavello. Inzwischen hat sie auch die Bisceglia Kellerei in Potenza errichtet.

### Frankreich

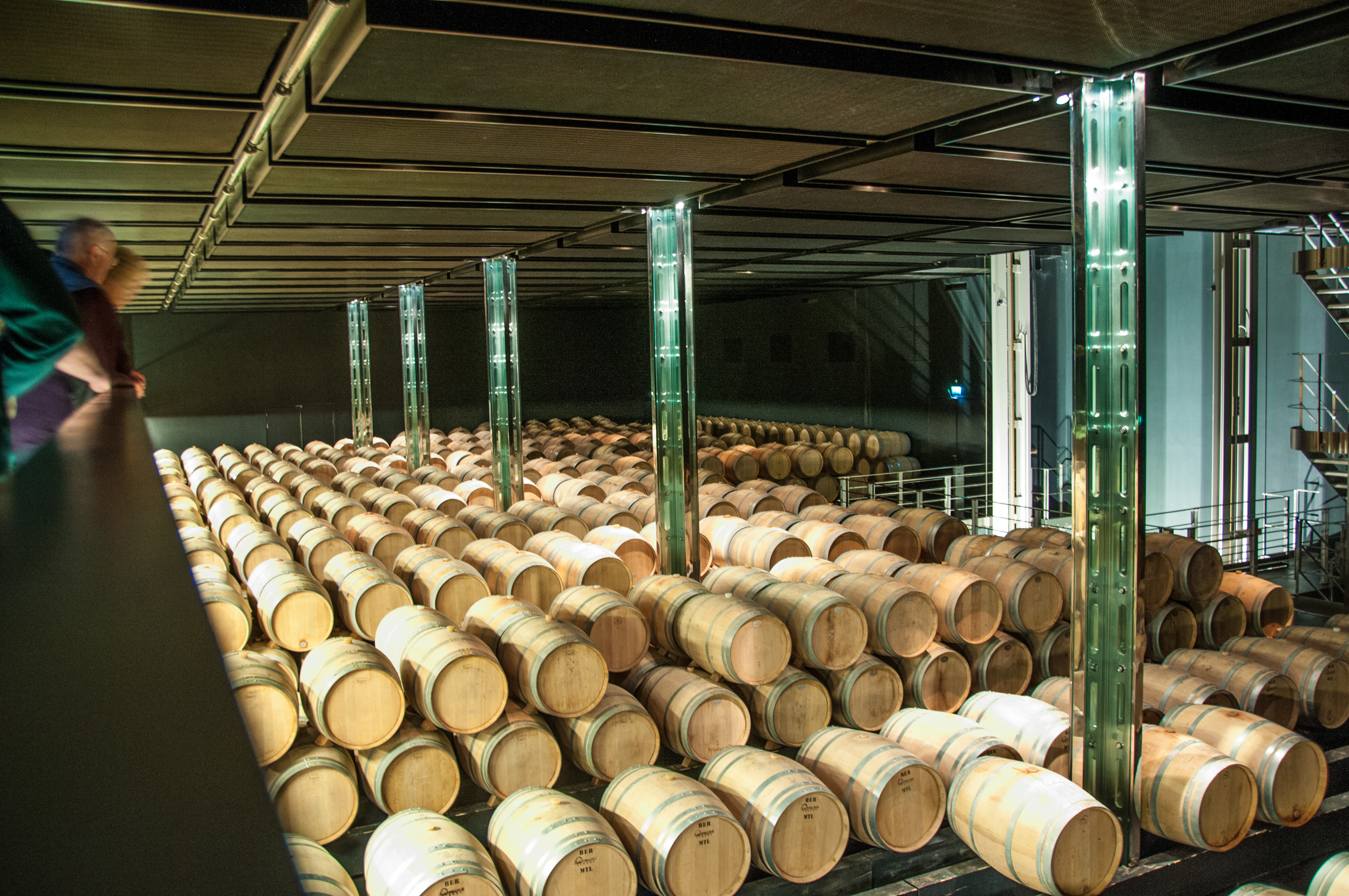
Cos d’Estournel Reifekeller

Erst mit Beginn des 21. Jahrhunderts erwachte auch im Bordeaux das Bestreben, die eigenen Werte repräsentativ zu inszenieren. Anderenorts in Frankreich ist man offenbar noch nicht so weit. Dabei war man sich jedoch seinem historischen bordelaiser Erbe durchaus bewusst und man wandte zunächst hauptsächlich kosmetische Verbesserungen an. Besonders aktiv sind die beiden Architekturbüros Mazières aus der Stadt Bordeaux und Architects Jean de Gastines aus Paris, die in den ersten 15 Jahren nach 2000 zusammen weit über 30 Bauprojekte verwirklichten konnten.
An St. Petersburger Feudalbauten erinnert die von Patrick Hernandez errichtete Fassade aus akkurat-geometrischen Steindekor auf Château d’Arsac im Margaux. Der dahinter liegende Keller und Besucherempfang wurde passend zu den übrigen traditionellen Gebäuden nach heutiger Baukunst in Aluminium, Holz und Glas gestaltet.